# Antoni Edward Odyniec
Antoni Edward Odyniec (Ašmjany, 25 gennaio 1804 – Varsavia, 15 gennaio 1885) è stato un poeta e traduttore polacco.
Fu amico di Adam Mickiewicz, Odyniec fu anche il traduttore di opere degli scrittori: Walter Scott, Byron, Friedrich Schiller e Pushkin.

## Biografia
Odyniec studiò presso l'Università di Wilno, dove fu anche membro dell'Associazione Filaret.
Nel 1825 pubblicò la sua prima collezione di romanzi. Nel 1829-30 accompagnò il suo collega Adam Mickiewicz su in Germania, Italia e Svizzera.
Nel 1831 Odyniec si stabilì a Dresda, in Sassonia, dove tradusse opere di Walter Scott, Byron e Thomas Moore. Curò una "Biblioteca di classici polacchi", e scrisse Przyjaciel Ludu (L'amico del popolo), pubblicato a Leszno.
Scrisse ballate e canzoni, pubblicate in Poezje (Poesie, 2 vol., 1825-26); opere drammatiche, tra cui Barbara Radziwiłłówna (1858); traduzioni di opere di Gottfried August Bürger, Byron, Walter Scott (3 vol., 1838-44); e Wspomnienia z przeszłości opowiadane Deotymie (Ricordi del passato, come diceva al Deotyma, 1884).